# Setena legislatura de les Illes Balears
La Setena legistatura de les Illes Balears fou la setena legislatura autonòmica de les Illes Balears i va abastar el període de 4 anys entre 2007 i 2011. La sessió constitutiva se celebrà el 26 de juny de 2007, en què Maria Antònia Munar Riutort d'Unió Mallorquina fou elegida Presidenta del Parlament. El dia 4 de juliol, Francesc Antich del Partit Socialista fou elegit President del Govern amb 30 vots a favor i 29 en contra.

## Eleccions
Set formacions polítiques obtingueren representació al Parlament de les Illes Balears en la Setena Legislatura. 
| Candidatures | Candidatures                                       | Vots    | % Vot | Escons |
| ------------ | -------------------------------------------------- | ------- | ----- | ------ |
|              | Partit Popular (PP)                                | 192.577 | 46,02 | 28     |
|              | Partit Socialista de les Illes Balears (PSIB-PSOE) | 115.477 | 27,60 | 16     |
|              | PSOE-Eivissa pel Canvi (PSOE-ExC)                  | 19.094  | 4,56  | 6      |
|              | Bloc per Mallorca (PSM-EN, EU-EV, ESQUERRA)        | 37.572  | 8,98  | 4      |
|              | Unió Mallorquina (UM)                              | 28.178  | 6,73  | 3      |
|              | Partit Socialista de Menorca-Els Verds (PSM-VERDS) | 3.292   | 0,79  | 1      |
|              | Agrupació Independent de Formentera (AIPF)         | 1.795   | 0,43  | 1      |

## Govern
En aquesta legislatura el Govern de les Illes Balears un govern multipartit presidit pel Partit Socialista gràcies al Segon Pacte de Progrés signat amb el BLOC, ExC, UM, i el PSM-Els Verds i pel qual l'executiu l'integraren membres del PSIB, BLOC i UM. El govern va passar a estar en minoria a principis de 2010 quan els consellers d'Unió Mallorquina foren expulsats d'aquest arran de la Operació Maquillatge. En aquests 4 anys el govern va estar encapçalat per Francesc Antich ocupant el càrrec de President del Govern.